# 황돔

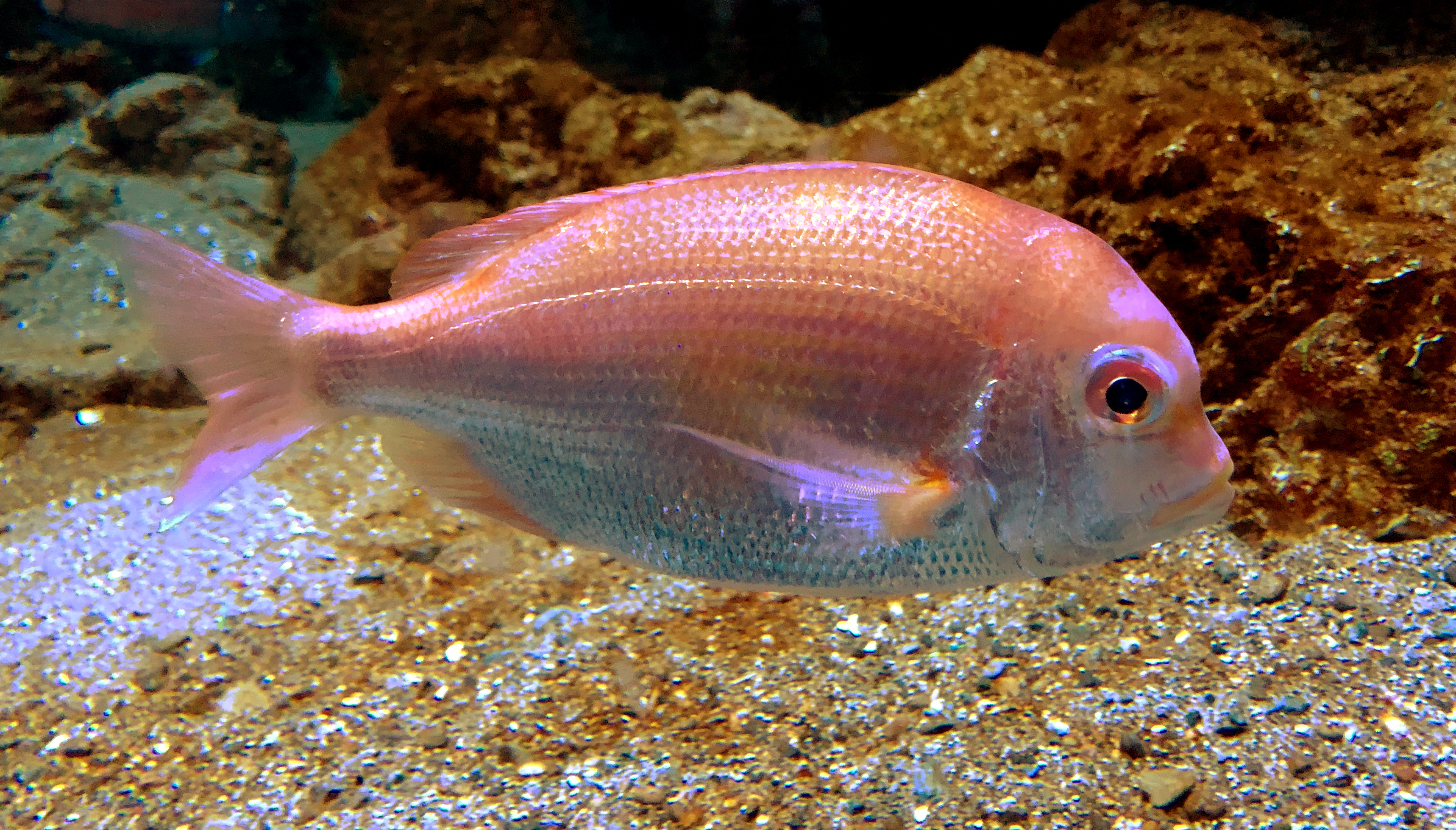

황돔은 도미과 황돔속의 물고기이다. 몸길이 35cm로 참돔과 비슷하다. 몸빛은 연한 황적색이고 등쪽에 3개의 황색 반점이 있다. 산란기는 6~7월, 10-11월로, 두번에 걸쳐 알을 낳는다. 한국 전 연안, 일본·동중국해·타이완·필리핀 연해에 분포한다.